# District de Dadukou
Le district de Dadukou (大渡口区 ; pinyin : Dàdùkǒu Qū) est une subdivision de la municipalité de Chongqing en Chine. Il fait partie de la zone métropolitaine de Chongqing.

## Géographie
Sa superficie est de 103 km².

## Démographie
La population du district était d'environ 240 000 habitants en 2004.

### Sources
- Géographie : (zh) Page descriptive (Phoer.net)